# 叶光亮
叶光亮（1980年4月—），男，汉族，浙江苍南人，中华人民共和国政治人物、经济学家。

## 生平
1998年毕业于浙江省苍南中学。2002年本科毕业于浙江工业大学。2006年博士毕业于威斯康星大学密尔沃基分校，先后任教于西南财经大学、中山大学和中国人民大学。2012年，时年32岁的叶光亮成为中国人民大学首位“80后”教授。2018年8月，挂任新疆生产建设兵团商务局党组成员、副局长。
2019年6月，任海南大学党委常委、副校长、教授，系当时海南面向全球公开选聘的高端管理人才，随后还挂任中共海南省委全面深化改革委员会办公室、中共海南省委自由贸易港工作委员会办公室副主任。
2023年5月，任共青团海南省委书记。

## 学术成就
叶光亮长期从事产业经济学、反垄断经济学研究，曾入选“长江学者奖励计划”青年学者、“万人计划”青年拔尖人才计划等人才项目。